# 第2回日中韓3カ国交流陸上競技大会
第2回日中韓3カ国交流陸上競技大会（だい2かいにっちゅうかん3かこくこうりゅうりくじょうきょうぎたいかい）は、2015年7月12日に日本の札幌市で開催された、日本・中国・韓国の3カ国による第2回交流陸上競技大会である。初の日本開催となった今大会は南部忠平記念陸上競技大会との合同開催で行われた。
今後3年置きに南部大会との開催予定。(2018年は第5回開催)

## 大会概要

### 代表選手
今大会の日本代表には、男子400mハードルの松下祐樹、男子三段跳の石川和義、男子砲丸投の畑瀬聡、女子400mの青木沙弥佳、女子100mハードルの紫村仁美、女子棒高跳の竜田夏苗、女子走幅跳の岡山沙英子、女子砲丸投の太田亜矢といった6月の日本選手権で優勝した選手や、男子400mハードルの岸本鷹幸をはじめとする日本選手権で入賞した選手など、男女各17名（計34名。合同開催の南部記念にオープン参加する選手も含む）が選出された。これらの選手は日本選手権で優勝や入賞を果たしながらも、8月の北京世界選手権の参加標準記録を突破していないため、日本選手権後に発表された北京世界選手権日本代表には選出されなかった。今大会で参加標準記録を突破すれば北京世界選手権日本代表に追加される可能性は高かったが、参加標準記録を突破した選手は出なかった。

### 国別対抗戦
今大会は男子のトラック競技4種目は全て日本勢が制し、前回大会の3種目（男子400m、女子400mハードル、女子4×400mリレー）を上回る4種目で日本勢が優勝した。しかし、その4種目以外の全ての種目は中国勢が制し、国別対抗戦は2大会連続で中国が1位、日本が2位、韓国が3位という結果になった。

### 記録
男子砲丸投で韓国代表の鄭一雨が韓国新記録となる19m49をマークした。

## 国別メダル受賞数・得点

### 男女総合
| 順位 | 国   | 金 | 銀 | 銅 | 合計 | 得点 |
| ---- | ---- | -- | -- | -- | ---- | ---- |
| 1位  | 中国 | 10 | 6  | 4  | 20   | 193  |
| 2位  | 日本 | 4  | 3  | 8  | 15   | 168  |
| 3位  | 韓国 | 0  | 5  | 2  | 7    | 148  |

### 男子
| 順位 | 国   | 金 | 銀 | 銅 | 合計 | 得点 |
| ---- | ---- | -- | -- | -- | ---- | ---- |
| 1位  | 日本 | 4  | 1  | 2  | 7    | 93   |
| 2位  | 中国 | 3  | 3  | 4  | 10   | 93   |
| 3位  | 韓国 | 0  | 3  | 1  | 4    | 75   |

### 女子
| 順位 | 国   | 金 | 銀 | 銅 | 合計 | 得点 |
| ---- | ---- | -- | -- | -- | ---- | ---- |
| 1位  | 中国 | 7  | 3  | 0  | 10   | 100  |
| 2位  | 日本 | 0  | 2  | 6  | 8    | 75   |
| 3位  | 韓国 | 0  | 2  | 1  | 3    | 73   |

## 競技結果

### 男子
| 種目                 | 金                                       | 金             | 銀                             | 銀             | 銅                               | 銅             |
| トラック競技         | トラック競技                             | トラック競技   | トラック競技                   | トラック競技   | トラック競技                     | トラック競技   |
| -------------------- | ---------------------------------------- | -------------- | ------------------------------ | -------------- | -------------------------------- | -------------- |
| 200m （風：+2.1m/s） | 原翔太 日本                              | 20秒50         | 莫有雪 中国                    | 20秒76         | 髙平慎士 日本                    | 20秒82         |
| 800m                 | 田中匠瑛 日本                            | 1分54秒75      | 李武勇 韓国                    | 1分55秒08      | 高冬旭 中国                      | 1分55秒24      |
| 400mハードル         | 岸本鷹幸 日本                            | 50秒06         | 松下祐樹 日本                  | 50秒11         | 程文 中国                        | 50秒43         |
| 4×400mリレー         | 日本 田村朋也 金丸祐三 小林直己 堀井浩介 | 3分04秒85      | 中国 程文 朱晨斌 高冬旭 郭鐘澤 | 3分13秒74      | 韓国 金賢浩 李武勇 朱尙珉 李相珉 | 3分15秒54      |
| フィールド競技       |                                          |                |                                |                |                                  |                |
| 走高跳               | 庾石鎖 中国                              | 2m24           | 郭勁岐 中国                    | 2m18           | 大田和宏 日本                    | 2m18           |
| 三段跳               | 董斌 中国                                | 17m21 （+2.8） | 金德現 韓国                    | 17m07 （+2.5） | 曹碩 中国                        | 16m98 （+3.0） |
| 砲丸投               | 田子重 中国                              | 19m61          | 鄭一雨 韓国                    | 19m49 NR       | 劉洋 中国                        | 19m00          |
| NR 国家記録          |                                          |                |                                |                |                                  |                |

### 女子
| 種目                         | 金                               | 金            | 銀                                     | 銀            | 銅                               | 銅            |
| トラック競技                 | トラック競技                     | トラック競技  | トラック競技                           | トラック競技  | トラック競技                     | トラック競技  |
| ---------------------------- | -------------------------------- | ------------- | -------------------------------------- | ------------- | -------------------------------- | ------------- |
| 100m （風：+1.8m/s）         | 韋永麗 中国                      | 11秒32        | 袁琦琦 中国                            | 11秒52        | 宮澤有紀 日本                    | 11秒56        |
| 400m                         | 陳静文 中国                      | 55秒41        | 趙恩侏 韓国                            | 56秒01        | 青木沙弥佳 日本                  | 56秒25        |
| 100mハードル （風：+2.5m/s） | 康亜 中国                        | 13秒10        | 紫村仁美 日本                          | 13秒13        | 田中杏梨 日本                    | 13秒23        |
| 4×100mリレー                 | 中国 陶宇佳 孔令微 袁琦琦 韋永麗 | 43秒09        | 日本 宮澤有紀 中村水月 世古和 北風沙織 | 45秒08        | 韓国 李先愛 金岷志 呉壽烱 李叡珍 | 46秒23        |
| フィールド競技               |                                  |               |                                        |               |                                  |               |
| 棒高跳                       | 任夢茜 中国                      | 4m25          | 林恩知 韓国                            | 4m20          | 仲田愛 日本                      | 4m10          |
| 走幅跳                       | 陸敏佳 中国                      | 6m54 （+2.3） | 周小雪 中国                            | 6m46 （+2.6） | 岡山沙英子 日本                  | 6m27 （+2.3） |
| 砲丸投                       | 卞卡 中国                        | 17m77         | 劉相蓉 中国                            | 15m92         | 太田亜矢 日本                    | 15m53         |

## 参考
- 大会リザルト - AthleteRanking.com
- 大会リザルト  (PDF, 171 KB)  - 日本陸上競技連盟
- 大会報告（P.3-5）  (PDF, 5.0 MB)  - 日本陸上競技連盟